# Советник академии наук
Сове́тник акаде́мии нау́к — учёный с многолетним опытом в какой-либо научной сфере или в области управления научными организациями, оказывающий консультационную поддержку академии наук в целом или её институтам. 
Понятие используется, в основном, в России. В зависимости от регламента в конкретной академии, существуют либо должность, именуемая «советник», либо статус под таким названием. Под статусом может пониматься тип членства или же просто право соучастия в деятельности академии через принадлежность к корпусу её советников. В некоторых академиях положение советника рассматривается как трамплин к будущему членству, а в ряде других, наоборот, советники – это наиболее заслуженные и давно ставшие членами учёные. 

## В Российской академии наук
В Российской академии наук (РАН) с 2017 года, должность советника могут занять, по достижении возраста 70 лет, крупнейшие учёные с опытом высшего руководства в РАН, а именно проработавшие «не менее 10 лет (или двух сроков) на должностях президента РАН, вице-президента РАН, главного учёного секретаря президиума РАН, члена президиума РАН, академика-секретаря отделения РАН». Советник при этом сохраняет основной статус членства как академик РАН. На осень 2018 года таких советников было 23, в их числе бывший президент РАН математик Ю. С. Осипов. Решение о назначении советника и о его зарплате принимает Президиум РАН.
Ранее, в РАН и частично в АН СССР советниками могли назначаться и учёные меньшего, по иерархии в академии, масштаба, например бывшие руководители институтов, отделов и лабораторий. Контингент лиц, ставших советниками по старым правилам, значительно обширнее, чем по новым. Некоторые из них являлись академиками РАН, а некоторые нет. Кроме того, просто доктор наук после 65 лет мог перейти на должность советника в своём НИИ. Оклад устанавливался дирекцией института. При этом бывший представитель руководства института, став советником, передавал административные обязанности более молодым преемникам, чтобы полностью посвятить себя научному творчеству. Высокий уровень заслуг лиц, становящихся советниками РАН, никем не оспаривался, однако отдельные аналитики считали, что не надо преувеличивать роль научно-жизненного опыта советников, и критиковали то обстоятельство, что у советников РАН нет «административной ответственности в случае, если их “советы” оказываются в корне неверными и провальными».
«Советник» никогда не считался в РАН одним из типов членства (ни по уставу, ни неформально).

## В других академиях наук России
В академии наук Республики Саха предусмотрена должность советника, правила занятия которой приблизительно соответствуют современной ситуации в РАН.
В РААСН существует корпус советников, но требования ниже, чем в РАН: принимаются даже «перспективные молодые специалисты». Оплата не предусмотрена. Советники РААСН в будущем могут стать членами академии, активная работа в роли советника рассматривается как важный плюс при решении вопроса об избрании членом.
В общественной академии РАЕ «советник» является разновидностью членства в академии (на октябрь 2018 года таких было 356 человек), подобная ситуация имеет место в АНАВ (АН авиации и воздухоплавания). Статус советника считается членством также в государственной академии  РАРАН (в п. 3 её «Положения о советниках» говорится о «членстве» советников). Во всех таких случаях «член-советник» ранжируется ниже, чем «академик» соответствующей академии.

## Вне Российской Федерации
За пределами России, советники академии имеются в НАН Беларуси, они называются советниками президиума академии наук, а назначение происходит по правилам, близким к действующим ныне в РАН. Среди таких учёных, например, экономист и философ, академик П. Г. Никитенко. 
Спорадически, формулировка «советник академии наук» использовалась и в отношении учёных из других постсоветских государств («советник Академии наук Узбекистана В. К. Кабулов» — математик, академик АН УзССР, и др.). В период с 1987 года до распада СССР действовало Постановление о почётных директорах (или иначе: научных/академических советниках) в системе АН; некоторые такие лица оказались за пределами России. Однако в целом, вне РФ и частично Беларуси институт советников академии не получил распространения.